# 2007 w boksie
Artykuł przedstawia w układzie chronologicznym najważniejsze wydarzenia z boksu amatorskiego i zawodowego, które miały miejsce w roku 2007.

## Styczeń
3 stycznia
- Tokio – Cristian Mijares (Meksyk) obronił tytuł mistrza WBC w wadze junior koguciej zwyciężając przez techniczny nokaut w dziesiątej rundzie Japończyka Katsushige Kawashimę.
- Tokio – Edwin Valero (Wenezuela) obronił tytuł mistrza WBA w wadze junior lekkiej wygrywając przez techniczny nokaut w pierwszej rundzie z Michaelem Lozadą (Meksyk).

6 stycznia
- Hollywood – Travis Simms zdobył tytuł mistrza WBA w wadze junior średniej pokonując przez techniczny nokaut w dziewiątej rundzie José Antonio Riverę (Stany Zjednoczone).
- Hollywood – Samuel Peter (Nigeria) pokonał jednogłośnie na punkty Jamesa Toneya (Stany Zjednoczone) stając się pretendentem do tytułu mistrza WBC w wadze ciężkiej. Punktacja: 118-110, 118-110 i 119-108.

20 stycznia
- Bazylea – Nikołaj Wałujew (Rosja) obronił tytuł mistrza WBA w wadze ciężkiej zwyciężając w trzeciej rundzie Jameela McCline’a (Stany Zjednoczone). McCline nie mógł kontynuować pojedynku z powodu kontuzji kolana.
- Londyn – Junior Witter (Wielka Brytania) obronił tytuł mistrza WBC wygrywając przez techniczny nokaut w dziewiątej rundzie z Arturo Moruą (Meksyk).
- Las Vegas – Ricky Hatton (Wielka Brytania) zdobył tytuł mistrza IBF w wadze lekkopółśredniej zwyciężając jednogłośnie na punkty (trzykrotnie 119-109) dotychczasowego mistrza, niepokonanego Juana Urango (Kolumbia). Zdobył również wakujący tytuł federacji IBO.

25 stycznia
- Las Vegas – Ulises Solís (Meksyk) obronił tytuł mistrza IBF w wadze junior muszej wygrywając z Willem Grigsbym (Stany Zjednoczone). Walka została przerwana przez lekarza w ósmej rundzie.

27 stycznia
- Dűsseldorf – Zsolt Erdei (Węgry) obronił tytuł mistrza WBO w wadze półciężkiej zwyciężając przez techniczny nokaut w ósmej rundzie Danny Santiago (Stany Zjednoczone).

## Luty
3 lutego
- Kissimmee – Julio Díaz (Meksyk) zdobył tytuł mistrza IBF w wadze lekkiej nokautując w trzeciej rundzie rodaka Jesúsa Cháveza.
- Kissimmee – Cory Spinks (Stany Zjednoczone) obronił tytuł mistrza IBF w wadze junior średniej zwyciężając jednogłośnie na punkty z Rodneyem Jonesem. Punktacja: 120-108, 120-108 i 118-109.
- Kissimmee – Chad Dawson zdobył tytuł mistrza WBC w wadze półciężkiej pokonując jednogłośnie na punkty Tomasza Adamka. Punktacja 116-110, 117-109 i 118-108.

10 lutego
- Las Vegas – Shane Mosley (Stany Zjednoczone) zdobył tytuł tymczasowego mistrza WBC w wadze półśredniej zwyciężając jednogłośnie na punkty rodaka Luisa Callazo. Punktacja: 119-108, 118-109 i 118-109.

23 lutego
- Kopenhaga – Robert Guerrero (Stany Zjednoczone) zdobył wakujący tytuł mistrza IBF w wadze piórkowej pokonując Spenda Abaziego (Dania) przez techniczny nokaut w dziewiątej rundzie.

24 lutego
- Cebu – Fernando Montiel (Meksyk) obronił tytuł mistrza WBO w wadze junior koguciej zwyciężając niejednogłośnie na punkty Z Gorresa (Filipiny). Punktacja: 115-111, 114-112 i 111-115.

## Marzec
3 marca
- Dżakarta – Chris John (Indonezja) obronił tytuł mistrza WBA w wadze piórkowej pokonując jednogłośnie na punkty Jose Rojasa (Wenezuela). Punktacja 118-108, 116-110 i 117-107.
- Rostok – Alejandro Berrio (Kolumbia) zdobył wakujący tytuł mistrza IBF w wadze super średniej zwyciężając przez techniczny nokaut w trzeciej rundzie Roberta Stieglitza (Niemcy).
- San Juan – Miguel Cotto (Portoryko) obronił tytuł mistrza WBA w wadze półśredniej pokonując przez techniczny nokaut w jedenastej rundzie Oktaya Urkala (Niemcy).
- Carson – Wachtang Darczinian (Armenia) obronił tytuły mistrza IBF i IBO w wadze muszej wygrywając przez techniczny nokaut w dwunastej rundzie z Victorem Burgosem (Meksyk).
- Carson – Rafael Márquez (Meksyk) zdobył tytuł mistrza WBC w wadze junior piórkowej pokonując rodaka Israela Vázqueza. Marquez był liczony w trzeciej rundzie. Vazquez poddał się po siódmej rundzie ze względu na problemy z oddychaniem spowodowane złamanym nosem.

7 marca
- Sydney – Anthony Mundine (Australia) zdobył wakujący tytuł mistrza WBA w wadze super średniej nokautując w dziewiątej rundzie rodaka Sama Solimana.

10 marca
- Mannheim – Wołodymyr Kłyczko (Ukraina) obronił tytuły mistrza IBF i IBO w wadze ciężkiej nokautując w drugiej rundzie Raya Austina (Stany Zjednoczone).
- Liverpool – Souleymane M’baye (Francja) obronił tytuł mistrza WBA w wadze lekkopółśredniej remisując z Andrijem Kotelnykiem (Ukraina). Punktacja: 115-113, 112-117 i 114-114.
- Le Cannet – Omar Andrés Narváez (Argentyna) obronił tytuł mistrza WBO w wadze muszej pokonując jednogłośnie na punkty Brahima Aslouna (Francja). Punktacja: 118-109, 117-110 i 116-111.

16 marca
- Hollywood – Celestino Caballero (Panama) obronił tytuł mistrza WBA w wadze junior piórkowej  wygrywając przez dyskwalifikację w dziewiątej rundzie z Ricardo Castillo (Meksyk).

17 marca
- Stuttgart – Wołodymyr Sydorenko (Ukraina) obronił tytuł mistrza WBA w wadze koguciej remisując z Ricardo Cordobą (Panama). Punktacja: 114-114, 114-114 i 117-111.
- Levallois-Perret – Jean-Marc Mormeck (Francja) zdobył tytuły mistrza WBC i WBA Super w wadze junior ciężkiej zwyciężając jednogłośnie na punkty O’Neila Bella (Jamajka). Punktacja: 115-113, 115-113 i 116-112.
- Las Vegas – Juan Manuel Márquez (Meksyk)  zdobył tytuł mistrza WBC w wadze junior lekkiej pokonując jednogłośnie na punkty rodaka Marco Antonio Barrerę. Punktacja: 116-111, 116-111 i 118-109.
- Las Vegas – Daniel Ponce de León (Meksyk) obronił tytuł mistrza WBO w wadze junior piórkowej wygrywając jednogłośnie na punkty z Gerrym Peñalosą (Filipiny). Punktacja: 119-109, 120-108 i 119-109.

19 marca
- Tokio – Takefumi Sakata (Japonia) zdobył tytuł mistrza WBA w wadze muszej pokonując przez techniczny nokaut w trzeciej rundzie Lorenzo Parrę (Wenezuela).

24 marca
- Kopenhaga – Mikkel Kessler (Dania) obronił tytuły mistrza WBC i WBA Super w wadze super średniej zwyciężając jednogłośnie na punkty Librado Andrade (Meksyk). Sędziowie punktowali jednomyślnie 120-108.

30 marca
- Tucson – Jhonny González (Meksyk) obronił tytuł mistrza WBO w wadze koguciej pokonując przez techniczny nokaut w dziewiątej rundzie Irene Pacheco (Kolumbia).

## Kwiecień
6 kwietnia
- Sara Buri – Pongsaklek Wonjongkam (Tajlandia) obronił tytuł mistrza WBC w wadze muszej zwyciężając Tomonobu Shimizu (Japonia). Walka została przerwana w siódmej rundzie.

7 kwietnia
- Tokio – Yutaka Niida (Japonia) obronił tytuł mistrza WBA wygrywając po niejednogłośnej decyzji sędziów z rodakiem Katsunari Takayamą. Punktacja: 115-113, 114-113 i 114-115.
- Cardiff – Joe Calzaghe (Wielka Brytania) obronił tytuł mistrza WBO w wadze super średniej pokonując przez techniczny nokaut w trzeciej rundzie Petera Manfredo Jr (Stany Zjednoczone).
- Cardiff – Enzo Maccarinelli (Wielka Brytania) obronił tytuł mistrza WBO w wadze junior ciężkiej zwyciężając przez techniczny nokaut w pierwszej rundzie Bobby Gunna (Stany Zjednoczone).

14 kwietnia
- Stuttgart – Ruslan Chagayev (Kazachstan) został nowym mistrzem WBA w wadze ciężkiej pokonując decyzją większości sędziów Nikołaja Wałujewa (Rosja). Punktacja: 117-111, 115-113 i 114-114.
- San Antonio – Édgar Sosa (Meksyk) zdobył wakujący tytuł mistrza WBC w wadze junior muszej zwyciężając decyzją większości sędziów Briana Vilorię (Stany Zjednoczone). Punktacja: 115-113, 115-113 i 114-114.
- San Antonio – Cristian Mijares (Meksyk) obronił tytuł mistrza WBC w wadze junior koguciej pokonując jednogłośnie na punkty rodaka Jorge Arce. Punktacja: 119-109, 118-110 i 117-111.

20 kwietnia
- Khayelitsha – Mzonke Fana (Republika Południowej Afryki) zdobył tytuł mistrza IBF w wadze junior lekkiej wygrywając niejednogłośną decyzją sędziów z rodakiem Malcolmem Klassenem. Punktacja: 116-113, 116-112 i 114-115.

23 – 27 kwietnia
- Apia – MISTRZOSTWA OCEANII

28 kwietnia
- Oberhausen – Felix Sturm (Niemcy) zdobył tytuł mistrza WBA w wadze średniej zwyciężając jednogłośnie na punkty Javiera Castillejo (Hiszpania). Punktacja: 116-112, 115-114 i 116-112.
- Oberhausen – Stipe Drews (Chorwacja) został nowym mistrzem WBA w wadze półciężkiej wygrywając jednogłośnie na punkty z Silvio Branco (Włochy). Punktacja: 116-113, 116-112 i 115-113.
- Barranquilla – Iván Calderón (Portoryko) obronił tytuł mistrza WBO w wadze słomkowej pokonując po niejednogłośnej decyzji sędziów Ronalda Barrerę (Kolumbia). Punktacja: 115-113, 115-113 i 113-115.
- Barranquilla – Ricardo Torres (Kolumbia) obronił tytuł mistrza WBO w wadze lekkopółśredniej zwyciężając jednogłośnie na punkty Arturo Moruę (Meksyk). Punktacja 120-109, 120-108 i 118-110.
- Mashantucket – Juan Díaz zunifikował tytuły WBA Super i WBO w wadze lekkiej wygrywając z Acelino Freitasem (Brazylia). Freitas nie wyszedł do dziewiątej rundy.

## Maj
3 maja
- Tokio – Hozumi Hasegawa (Japonia) obronił tytuł mistrza WBC w wadze koguciej pokonał jednogłośnie na punkty Simpiwe Vetyekę (Republika Południowej Afryki). Punktacja: 116-112, 116-112 i 115-113.
- Tokio – Edwin Valero (Wenezuela) obronił tytuł mistrza WBA w wadze junior lekkiej zwyciężając przez techniczny nokaut w ósmej rundzie Nobuhito Honmo (Japonia).
- Tokio – Alexander Muñoz (Wenezuela) zdobył tytuł mistrza WBA w wadze junior koguciej pokonując jednogłośnie na punkty Nobuo Nashiro (Japonia). Punktacja: 118-109, 117-112 i 117-111.

4 maja
- Las Vegas – Hugo Fidel Cázares (Meksyk) obronił tytuł mistrza WBO w wadze junior muszej wygrywając przez techniczny nokaut w drugiej rundzie z Wilfrido Valdezem (Kolumbia).

5 maja
- Las Vegas – Floyd Mayweather Jr. (Stany Zjednoczone) zdobył tytuł mistrza WBC w wadze junior średniej zwyciężając niejednogłośnie na punkty rodaka Óscara De La Hoyę. Punktacja: 116-112 i 115-113 dla Mayweathera oraz 115-113 dla De La Hoyi.

7 maja

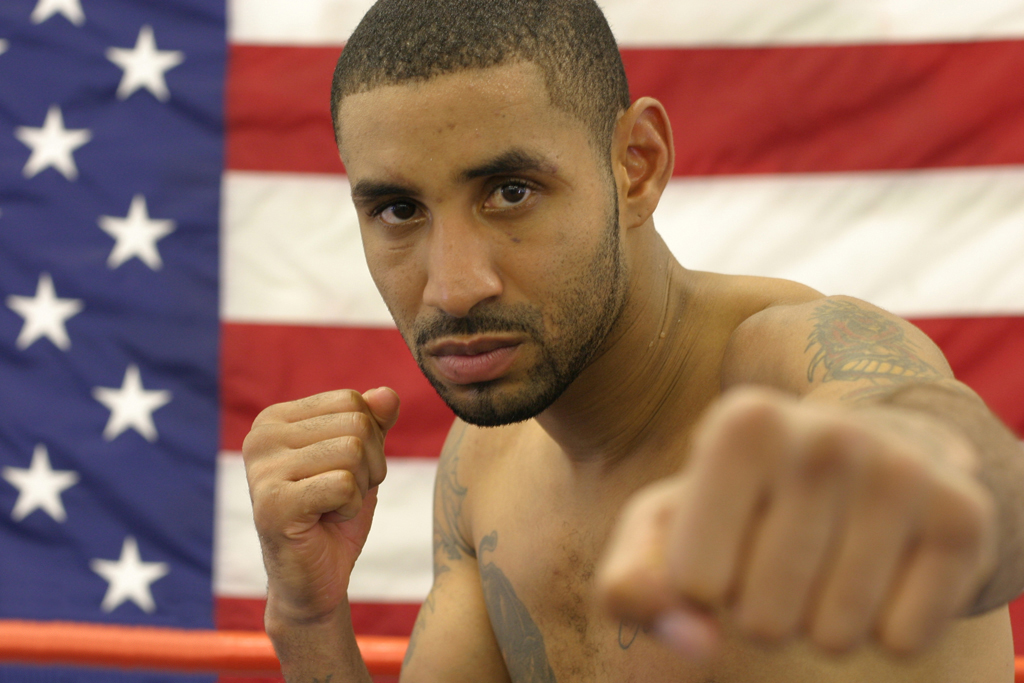
Diego Corrales
1977-2007

- Las Vegas – zmarł tragicznie Diego Corrales (lat 29), amerykański bokser, zawodowy mistrz świata w wadze junior lekkiej federacji IBF (1999–2000) i WBO (2004) oraz w lekkiej WBO (2004-05) i WBC (2005-06).

11 maja
- Salinas – Jose Miguel Cotto (Portoryko) w pojedynku o wakujący tytuł mistrza WBA w wadze lekkiej zremisował z Prawetem Singwachą (Tajlandia). Punktacja: 114-114, 111-117 i 114-114.

19 maja
- Hamburg – Serhij Dzyndzyruk (Ukraina) obronił tytuł mistrza WBO w wadze junior średniej nokautując w jedenastej rundzie Carlosa Nacimiento (Brazylia).
- Memphis – Jermain Taylor (Stany Zjednoczone) obronił tytuły mistrza WBC i WBO w wadze średniej pokonując niejednogłośną decyzją sędziów rodaka Cory Spinksa. Punktacja: 115-113, 117-111 i 111-117.
- Guadalajara – Ulises Solís (Meksyk) obronił tytuł mistrza IBF w wadze junior muszej zwyciężając przez techniczny nokaut w dziewiątej rundzie rodaka Jose Antonio Aquirre.

21 – 27 maja
- Antananarivo – MISTRZOSTWA AFRYKI

26 maja
- Bamberg – Arthur Abraham (Niemcy) obronił tytuł mistrza IBF w wadze średniej nokautując w trzeciej rundzie Sebastiena Demersa (Kanada).
- Katowice – Krzysztof Włodarczyk stracił tytuł mistrza IBF w wadze junior ciężkiej przegrywając decyzją większości sędziów ze Steve’em Cunninghamem (Stany Zjednoczone). Punktacja: 116-112, 115-112 dla Cunninghama i 114-114.

## Czerwiec
2 czerwca
- Atlantic City – Sułtan Ibragimow (Rosja) zdobył tytuł mistrza WBO w wadze ciężkiej pokonując jednogłośnie na punkty Shannona Briggsa (Stany Zjednoczone). Punktacja 117-111, 119-109 i 115-113.

4 czerwca
- Jokohama – Eagle Den Junlaphan (Tajlandia) obronił tytuł mistrza WBC w wadze słomkowej zwyciężając jednogłośnie na punkty Akirę Yaegashi (Japonia). Punktacja 119-107, 119-107 i 118-108.

4 – 10 czerwca
- Ułan Bator – MISTRZOSTWA AZJI

9 czerwca
- Hartford – Chad Dawson (Stany Zjednoczone) obronił tytuł mistrza WBC w wadze półciężkiej wygrywając przez techniczny nokaut w szóstej rundzie z Jesusem Ruizem (Meksyk).
- Nowy Jork – Miguel Cotto (Portoryko) obronił tytuł mistrza WBA w wadze półśredniej zwyciężając przez techniczny nokaut w jedenastej rundzie Zaba Judaha (Stany Zjednoczone).

15 czerwca
- Mendoza – zmarł Hugo Pastor Corro (lat 53), argentyński bokser, zawodowy mistrz świata wagi średniej federacji WBA i WBC w latach 1978–1979.

16 czerwca
- Budapeszt – Zsolt Erdei (Węgry) obronił tytuł mistrza WBO w wadze półciężkiej zwyciężając przez techniczny nokaut w jedenastej rundzie George Bladesa (Stany Zjednoczone).
- Uncasville – Paul Malignaggi (Stany Zjednoczone) zdobył tytuł mistrza IBF w wadze lekkopółśredniej pokonując jednogłośnie na punkty Lovemore N’dou (Australia). Punktacja 120-106, 120-106 i 118-108.

22 czerwca
- Las Heras – Juan Carlos Reveco (Argentyna) zdobył wakujący tytuł mistrza WBA w wadze junior muszej nokautując w ósmej rundzie Nethrę Sasiprapę (Tajlandia).

23 czerwca
- Las Vegas – Ricky Hatton (Wielka Brytania) obronił tytuł mistrza federacji IBO (oraz miesięcznika The Ring) w wadze lekkopółśredniej nokautując w czwartej rundzie José Luisa Castillo (Meksyk).

27 czerwca
- Broadbeach – Anthony Mundine (Australia) obronił tytuł mistrza WBA w wadze super średniej zwyciężając jednogłośnie na punkty Pablo Daniela Zamorę Nievasa (Argentyna). Punktacja: 119-107, 119-108 i 120-108.

29 czerwca
- Marsylia – Wołodymyr Sydorenko (Ukraina) obronił tytuł mistrza WBA w wadze koguciej nokautując w siódmej rundzie Jerome Arnould (Francja).

30 czerwca
- Stuttgart – Felix Sturm (Niemcy) obronił tytuł mistrza WBA w wadze średniej zwyciężając jednogłośnie na punkty Noe Gonzaleza Alcobę (Urugwaj). Punktacja: 116-112, 120-108 i 118-110.

## Lipiec
1 lipca
- Tokio – Takefumi Sakata (Japonia) obronił tytuł mistrza WBA w wadze muszej zwyciężając jednogłośnie na punkty Roberto Vásqueza (Panama). Punktacja: 116-112, 116-113 i 115-113.

7 lipca
- Dżakarta – Florante Condes (Filipiny) zdobył tytuł mistrza IBF w wadze słomkowej pokonując niejednogłośną decyzją sędziów Muhammada Rachmana (Indonezja). Punktacja: 115-111, 114-112 i 112-114.
- Kolonia – Wołodymyr Kłyczko (Ukraina) obronił tytuł mistrza IBF w wadze ciężkiej zwyciężając Lamona Brewstera (Stany Zjednoczone). Walka została przerwana w szóstej rundzie.
- Bridgeport – Wachtang Darczinian stracił tytuły mistrza IBF i IBO w wadze muszej przegrywając przez techniczny nokaut w piątej rundzie z Nonito Donaire (Filipiny).
- Bridgeport – Luis Alberto Pérez (Nikaragua) zdobył wakujący tytuł mistrza IBF w wadze koguciej wygrywając przez techniczny nokaut w siódmej rundzie z Genaro Garcią (Meksyk).
- Bridgeport – Joachim Alcine (Kanada) został mistrzem WBA w wadze junior średniej zwyciężając jednogłośnie na punkty Travisa Simmsa (Stany Zjednoczone). Punktacja: 115-110, 116-109 i 114-111.

12 – 21 lipca
- Algier – IGRZYSKA AFRYKAŃSKIE

13 lipca
- Gomez Palacio – Cristian Mijares (Meksyk) obronił tytuł mistrza WBC w wadze junior koguciej pokonując przez techniczny nokaut w dziesiątej rundzie Teppei Kikui (Japonia).

14 lipca
- Londyn – Steven Luevano (Stany Zjednoczone) zdobył wakujący tytuł mistrza WBO w wadze piórkowej nokautując w jedenastej rundzie Nicky Cooka (Wielka Brytania).
- Atlantic City – Kermit Cintron (Portoryko) obronił tytuł mistrza IBF w wadze półśredniej nokautując w drugiej rundzie Waltera Dario Matthysse (Argentyna)
- Rama – Steve Molitor (Kanada) obronił tytuł mistrza IBF w wadze junior piórkowej zwyciężając przez techniczny nokaut w dziewiątej rundzie Takalani Ndlovu (Republika Południowej Afryki).
- Carson – Paul Williams (Stany Zjednoczone) zdobył tytuł mistrza WBO w wadze półśredniej pokonując jednogłośnie na punkty  Antonio Margarito (Meksyk). Punktacja 115-113, 115-113 i 116-112.
- Ciudad Obregon – Fernando Montiel (Meksyk) obronił tytuł mistrza WBO w wadze junior koguciej zwyciężając przez techniczny nokaut w dziesiątej rundzie rodaka Cecilio Santosa.

18 lipca
- Tokio – Daisuke Naitō (Japonia) zdobył tytuł mistrza WBC w wadze muszej zwyciężając jednogłośnie na punkty Pongsakleka Wonjongkama. Punktacja: 116-113, 115-113 i 116-113.

20 – 27 lipca
- Rio de Janeiro – IGRZYSKA PANAMERYKAŃSKIE

21 lipca
- Cardiff – Gavin Rees (Wielka Brytania) zdobył tytuł mistrza WBA w wadze lekkopółśredniej wygrywając jednogłośnie na punkty z Souleymanem M’Baye (Francja). Punktacja: 117-112, 117-113 i 118-110.
- Cardiff – Enzo Maccarinelli (Wielka Brytania) obronił tytuł mistrza WBO w wadze junior ciężkiej pokonując jednogłośnie na punkty Wayne Braithwaite (Gujana). Punktacja 118-109, 120-107 i 119-108.
- Las Vegas – Jorge Linares (Wenezuela) zdobył wakujący tytuł mistrza WBC w wadze piórkowej zwyciężając przez techniczny nokaut w dziesiątej rundzie Oscara Lariosa (Meksyk).
- Las Vegas – Bernard Hopkins (Stany Zjednoczone) pokonał jednogłośnie na punkty (116-112, 117-111 i 117-111) rodaka Winky Wrighta. Stawką pojedynku był tytuł mistrza magazynu The Ring w wadze półciężkiej.

28 lipca
- Tacoma – Vernon Forrest (Stany Zjednoczone) zdobył wakujący tytuł mistrza WBC w wadze junior średniej pokonując jednogłośnie na punkty Carlosa Manuela Baldomira (Argentyna). Punktacja 118-109, 116-111 i 118-109.
- Cancun – Édgar Sosa (Meksyk) obronił tytuł mistrza WBC w wadze junior muszej wygrywając w dziesiątej rundzie przez dyskwalifikację Luisa Alberto Lazarte za uderzenie poniżej pasa.

## Sierpień
4 sierpnia
- Rosemont – Ulises Solís (Meksyk) obronił tytuł mistrza IBF w wadze junior muszej zwyciężając przez techniczny nokaut w ósmej rundzie Rodela Mayola (Filipiny).
- Rosemont – David Díaz (Stany Zjednoczone) obronił tytuł mistrza WBC w wadze lekkiej wygrywając jednoglośnie na punkty z Érikiem Moralesem (Meksyk). Punktacja 114-113, 115-113 i 115-112.
- Hidalgo – Israel Vázquez (Meksyk) zdobył tytuł mistrza WBC w wadze junior piórkowej pokonując przez techniczny nokaut w szóstej rundzie rodaka Rafaela Márqueza.
- Hidalgo – Celestino Caballero (Panama) obronił tytuł mistrza WBA w wadze koguciej wygrywając jednogłośnie na punkty z Jorge Laciervą (Meksyk). Punktacja: 116-110, 115-112 i 116-111.

11 sierpnia
- Sacramento – Gerry Peñalosa (Filipiny) zdobył tytuł mistrza WBO w wadze koguciej zwyciężając przez nokaut w siódmej rundzie Jhonny’ego Gonzáleza (Meksyk).
- Sacramento – Daniel Ponce de León (Meksyk) obronił tytuł mistrza WBO w wadze junior piórkowej pokonując w pierwszej rundzie przez techniczny nokaut Reya Bautistę (Filipiny).

18 sierpnia
- Berlin – Arthur Abraham (Niemcy) obronił tytuł mistrza IBF w wadze średniej nokautując w jedenastej rundzie Khorena Gevora (Armenia).

19 sierpnia
- Kobe – Chris John (Indonezja) obronił tytuł mistrza WBA w wadze piórkowej wygrywając z Zaiki Takemoto (Japonia). Takemoto był liczony w rundzie ósmej i nie wyszedł do rundy dziesiątej.

25 sierpnia
- Bayamon – Iván Calderón (Portoryko) zdobył tytuł mistrza WBO w wadze junior muszej zwyciężając niejednogłośnie na punkty Hugo Fidela Cázaresa. Punktacja: 115-112, 115-112 i 111-116.

31 sierpnia
- Klerksdorp – Mzonke Fana (Republika Południowej Afryki) obronił tytuł mistrza IBF w wadze junior lekkiej nokautując w dziewiątej rundzie Javiera Osvaldo Alvareza (Argentyna).

## Wrzesień
1 września
- Tokio – Yutaka Niida (Japonia) obronił tytuł mistrza WBA w wadze słomkowej pokonując jednogłośnie na punkty Eriberto Gejona (Filipiny). Punktacja: 117-111, 117-112 i 117-112.
- Barranquilla – Ricardo Torres (Kolumbia) obronił tytuł mistrza WBO w wadze lekkopółśredniej zwyciężając przez techniczny nokaut w jedenastej rundzie Kandalla Holta (Stany Zjednoczone).

7 września
- Doncaster – Junior Witter (Wielka Brytania) obronił tytuł mistrza WBC w wadze lekkopółśredmiej nokautując w siódmej rundzie Viviana Harrisa (Gujana).

14 września
- Trelew – Omar Andrés Narváez (Argentyna) obroni tytuł mistrza WBO w wadze muszej pokonując przez techniczny nokaut w czwartej rundzie Marlona Marqueza (Nikaragua).

16 września
- Las Vegas – Édgar Sosa (Meksyk) obronił tytuł mistrza WBC w wadze junior muszej zwyciężając przez techniczny nokaut w dziewiątej rundzie rodaka Lorenzo Trejo.

24 września
- Tokio – Alexander Muñoz (Wenezuela) obronił tytuł mistrza WBA w wadze junior koguciej pokonując jednogłośnie na punkty Kuniyuki Aizawę (Japonia). Punktacja: 120-106, 120-107 i 118-109.

29 września
- Sheffield – Clinton Woods (Wielka Brytania) obronił tytuł mistrza IBF w wadze półciężkiej zwyciężając jednogłośnie na punkty Julio Césara Gonzáleza (Meksyk). Punktacja: 117-111, 115-113 i 116-112.
- Sacramento – Joseph Agbeko zdobył tytuł mistrza IBF w wadze koguciej pokonując Luisa Alberto Péreza (Nikaragua). Walka została przerwana w siódmej rundzie z powodu kontuzji Pereza.
- Sacramento – Chad Dawson (Stany Zjednoczone) obronił tytuł mistrza WBC w wadze półciężkiej zwyciężając przez techniczny nokaut w czwartej rundzie Epifanio Mendozę (Kolumbia).
- Atlantic City – Kelly Pavlik (Stany Zjednoczone) zdobył tytuł mistrza WBC i WBO w wadze średniej wygrywając przez techniczny nokaut w siódmej rundzie z rodakiem Jermainem Taylorem.

30 września
- Cebu – Donnie Nietes (Filipiny) zdobył wakujący tytuł mistrza WBO w wadze słomkowej pokonując jednogłośnie na punkty Pornsawana Porpramooka (Tajlandia). Punktacja 115-111, 116-110 i 114-113.

## Październik
4 października
- Las Vegas – Fernando Montiel (Meksyk) obronił tytuł mistrza WBO w wadze junior koguciej zwyciężając przez techniczny nokaut w dwunastej rundzie Luisa Melendeza (Kolumbia).

6 października
- Las Vegas – Steven Luevano (Stany Zjednoczone) obronił tytuł mistrza WBO w wadze piórkowej pokonując jednogośnie na punkty rodaka Antonio Davisa. Punktacja 119-108, 119-108 i 118-109.

11 października
- Tokio – Daisuke Naitō (Japonia) obronił tytuł mistrza WBC w wadze muszej pokonując jednogłośnie na punkty rodaka Daiki Kamedę. Punktacja 117-107, 117-107 i 116-108.

13 października
- Moskwa – Dmitrij Kiriłłow (Rosja) zdobył wakujący tytuł mistrza IBF w wadze junior koguciej zwyciężając jednogłośnie na punkty Jose Nawarro (Stany Zjednoczone). Punktacja: 116-112, 114-113 i 114-113.
- Moskwa – Sułtan Ibragimow (Rosja) obronił tytuł mistrza WBO pokonując jednogłośnie na punkty (117-111, 118-110, 117-111) Evandera Holyfielda (Stany Zjednoczone).
- Buenos Aires – Juan Carlos Reveco (Argentyna) obronił tytuł mistrza WBA w wadze junior muszej nokautując w piątej rundzie Humberto Poola (Meksyk).
- Hoffman Estates – Juan Díaz (Stany Zjednoczone) zunifikował tytuły mistrza IBF, WBO i WBA Super wygrywając przez techniczny nokaut w dziewiątej rundzie z Julio Díazem (Meksyk).

15 – 20 października
- Vejle – MISTRZOSTWA EUROPY KOBIET

20 października
- Halle – Felix Sturm (Niemcy) obronił tytuł mistrza WBA w wadze średniej, remisując z Randym Griffinem (Stany Zjednoczone). Punktacja 115-114, 114-117 i 114-114.
- Cancun – Cristian Mijares (Meksyk) obronił tytuł mistrza WBC pokonując przez techniczny nokaut w pierwszej rundzie Francka Gorjuxa (Francja).

19 października
- Lucian Bute (Rumunia) zdobył tytuł mistrza IBF w wadze super średniej zwyciężając przez techniczny nokaut w jedenastej rundzie Alejandro Berrio (Kolumbia).

23 października – 3 listopada
- Chicago – MISTRZOSTWA ŚWIATA

27 października
- Rama – Steve Molitor (Kanada) obronił tytuł mistrza IBF w wadze junior piórkowej wygrywając jednogłośnie na punkty Fahsana 3K Battery (Tajlandia). Punktacja 119-109, 119-109 i 120-108.

## Listopad
3 listopada
- Cardiff – Enzo Maccarinelli (Wielka Brytania) obronił tytuł mistrza WBO w wadze junior ciężkiej pokonując przez techniczny nokaut w czwartej rundzie Mohameda Azzaoui (Nowa Zelandia).
- Cardiff – Joe Calzaghe (Wielka Brytania) zunifikował tytuły mistrza WBC, WBO i WBA Super zwyciężając jednogłośnie na punkty Mikkela Kesslera (Dania). Punktacja 117-111, 116-112 i 116-112.
- Tucson – Robert Guerrero (Stany Zjednoczone) obronił tytuł mistrza IBF w wadze piórkowej wygrywając przez techniczny nokaut w pierwszej rundzie z Martinem Honorio (Meksyk).
- Tucson – Juan Manuel Márquez (Meksyk) obronił tytuł mistrza WBC w wadze junior lekkiej pokonując jednogłośnie na punkty Racky Juareza (Stany Zjednoczone). Punktacja 120-108, 118-110 i 117-111.

4 listopada
- Saitama – Takefumi Sakata (Japonia) obronił tytuł mistrza WBA w wadze muszej remisując z Denkaosanem Kaovichitem (Tajlandia). Punktacja: 113-113, 114-112 i 112-115.

10 listopada
- Hauts-de-Seine – David Haye zdobył tytuł mistrza WBC i WBA Super w wadze junior ciężkiej zwyciężając przez techniczny nokaut w siódmej rundzie Jean-Marca Mormecka (Francja).
- Nowy Jork – Miguel Cotto (Portoryko) obronił tytuł mistrza WBA w wadze półśredniej zwyciężając jednogłośnie na punkty Shanego Mosleya (Stany Zjednoczone). Punktacja: 115-113, 116-113 i 115-113.

17 listopada
- Atlantic City – Joan Guzmán (Dominikana) obronił tytuł mistrza WBO w wadze junior lekkiej pokonując jednogłośnie na punkty Humberto Soto (Meksyk). Punktacja: 117-111, 117-111 i 118-110.

23 listopada
- Los Angeles – Kermit Cintron (Portoryko) obronił tytuł mistrza IBF w wadze półśredniej zwyciężając przez techniczny nokaut w dziesiątej rundzie Jesse Feliciano (Stany Zjednoczone).

24 listopada
- Drezno – Zsolt Erdei (Węgry) obronił tytuł mistrza WBO w wadze półciężkiej wygrywając po niejednogłośnej decyzji sędziów (116-112, 117-111 oraz 111-117) z Tito Mendozą (Panama).
- Drezno – Firat Arslan (Niemcy) zdobył tytuł mistrza WBA w wadze junior ciężkiej zwyciężając jednogłośnie na punkty Virgila Hilla. Punktacja: 118-110, 116-113 i 117-111.
- Veracruz – Édgar Sosa (Meksyk) obronił tytuł mistrza WBC w wadze junior muszej pokonując przez techniczny nokaut w czwartej rundzie rodaka Roberto Carlosa Leyvę.

29 listopada
- Bangkok – Oleydong Sithsamerchai (Tajlandia) zdobył tytuł mistrza WBC w wadze słomkowej zwyciężając jednogłośnie na punkty rodaka Eagle Den Junlaphana. Ounktacja: 115-114, 115-113 i 117-112.

30 listopada
- Ułan Ude – zmarł tragicznie Wilikton Barannikow (lat 69), radziecki bokser, srebrny medalista Igrzysk Olimpijskich w Tokio (1964). W finale przegrał z Polakiem Józefem Grudniem.

## Grudzień
1 grudnia
- Panama – Celestino Caballero (Panama) obronił tytuł mistrza WBA w wadze junior piórkowej zwyciężając przez techniczny nokaut w ósmej rundzie Mauricio Pastranę (Kolumbia).
- Mashantucket – Nonito Donaire (Filipiny) obronił tytuł mistrza IBF i IBO w wadze muszej zwyciężając przez techniczny nokaut w ósmej rundzie Luisa Maldonado (Meksyk).
- Mashantucket – Vernon Forrest (Stany Zjednoczone) obronił tytuł mistrza WBC w wadze junior średniej pokonując przez techniczny nokaut w jedenastej rundzie Michele Piccirillo (Włochy).
- Albuquerque – Iván Calderón (Portoryko) obronił tytuł mistrza WBO w wadze junior muszej zwyciężając jednogłośnie na punkty juana Esquera (Meksyk). Punktacja: 115-113, 116-112 i 118-110.

7 grudnia
- Montreal – Joachim Alcine (Kanada) obronił tytuł mistrza WBA w wadze junior średniej pokonując przez techniczny nokaut w dwunastej rundzie Alfonso Mosquera (Panama).

8 grudnia
- Bazylea – Arthur Abraham (Niemcy) obronił tytuł mistrza IBF w wadze średniej wygrywając przez techniczny nokaut w piątej rundzie z Wayne’em Elcockiem (Wielka Brytania).
- Le Cannet – Brahim Asloum (Francja) zdobył tytuł mistrza WBA w wadze junior muszej zwyciężając jednogłośnie na punkty Juana Carlosa Reveco (Argentyna). Punktacja: 116-113, 115-113 i 116-112.
- Las Vegas – Daniel Ponce de León (Meksyk) obronił tytuł mistrza WBO pokonując jednogłośnie na punkty rodaka Eduardo Escobedo. Punktacja: 115-113, 117-111 i 118-110.
- Las Vegas – Floyd Mayweather Jr. obronił tytuł mistrza WBC w wadze półśredniej zwyciężając przez techniczny nokaut w dziesiątej rundzie Ricky’ego Hattona (Wielka Brytania).

10 grudnia
- Sydney – Anthony Mundine (Australia) obronił tytuł mistrza WBA w wadze super średniej nokautując w czwartej rundzie Jose Alberto Clavero (Argentyna).

14 grudnia
- Kendall – zmarł Hank Kaplan (lat 88) – amerykański historyk boksu. W 2005 wybrany do Międzynarodowej Bokserskiej Galerii Sławy.

15 grudnia
- Guadalajara – Ulises Solís (Meksyk) obronił tytuł mistrza IBF w wadze junior muszej wygrywając przez techniczny nokaut w dziewiątej rundzie z Bertem Batawangiem (Filipiny).
- Cancun – Jorge Linares (Wenezuela) obronił tytuł mistrza WBC w wadze piórkowej nokautując w ósmej rundzie Gamaliela Díaza (Meksyk).
- Cancun – Edwin Valero (Wenezuela) obronił tytuł mistrza WBA w wadze junior lekkiej zwyciężając przez techniczny nokaut w trzeciej rundzie Zaida Zavaletę (Meksyk).

16 grudnia
- Perth – Danny Green (Australia) pokonał jednogłośnie na punkty Stipe Drewsa (Chorwacja) i zdobył tytuł mistrza WBA w wadze półciężkiej. Punktacja: 118-111, 120-108 i 118-110.

29 grudnia
- Bielefeld – José Alfaro (Nikaragua) zdobył wakujący tytuł mistrza WBA w wadze lekkiej zwyciężając po niejednogłośnej decyzji sędziów Praweta Singwancha (Tajlandia). Punktacja: 114-109, 114-109 i 111-112.
- Bielefeld – Steve Cunningham (Stany Zjednoczone) obronił tytuł mistrza IBF w wadze junior ciężkiej wygrywając przez techniczny nokaut w dwunastej rundzie z Marco Huckiem (Niemcy).